# سراح شهدادی
سراح شهدادی، روستایی از توابع بخش مرکزی شهرستان حاجی‌آباد در استان هرمزگان ایران است. این روستا فاصله ای کم تاجاده اصلی محور حاجی‌آباد بندرعباس دارد. مردم روستا بیشتر به کشاورزی ودامداری مشغول هستند.{کشاورزی گلخانه}مهم‌ترین کشاورزی روستای شهدادی است. روستای شهدادی به استان فارسهم راه دارد وشهرستان حاجی‌آباد را به شهرستان لارستانوصل می‌کند.

## جمعیت
این روستا در دهستان طارم قرار دارد و براساس سرشماری مرکز آمار ایران در سال ۱۳۸۵، جمعیت آن ۷۱۸ نفر (۱۵۳خانوار) بوده‌است.